# Athos Campos
Athos Campos (Bebedouro, 14 de julho de 1923  – Bragança Paulista, 1 de novembro de 1992) foi um compositor e violeiro de música popular brasileira.

## Chitãozinho e Xororó
Em 1939, Campos foi co-compositor da música Chitãozinho e Xororó, em parceria com Serrinha. Essa música inspirou a dupla homônima a adotar do seu nome artístico.
A música, que é considerada um dos expoentes do gênero de moda de viola, valoriza o estilo de vida bucólico por meio de um processo narrativo em que se descreve a importância atribuída a dois passarinhos na vida de um caboclo. Considerada o maior sucesso de Athos Campos, Chitãozinho e Xororó já foi interpretada por Sérgio Reis, Tonico & Tinoco e a própria dupla homônima.

## Obras
- A saudade continua (c/ Índio Vago), 1970[6]
- Sinhazinha, 1975
- Bate na viola, 1980
- Samba de Roda, 1988
- Viola sem Defeito, 1979[2]
- Boiada saudosa (c/ Serrinha), 1946
- Chitãozinho e Xororó (c/ Serrinha), 1939
- Não sei o que é que eu tenho (c/ Aleixinho), 1980
- Quando canta o chororó, 1977
- Hino de Mairiporã